# God Dethroned
I God Dethroned sono un gruppo musicale blackened death metal dei Paesi Bassi formatosi nel 1991.

## Storia dei God Dethroned
Nel 1991 uscì il loro primo album The Christhunt per la Shark Records (e ristampato l'anno dopo su CD), generando poco entusiasmo e qualche stroncatura da parte della critica. Il gruppo si sciolse nel 1993 per poi riformarsi tre anni dopo per mano del solo Henri Sattler.
Nel 2011 è stato annunciato che nel 2012 si sarebbe svolto il loro ultimo concerto con conseguente scioglimento della band, salvo, poi, la sua rifondazione per mano del leader stesso (Henri Sattler) nel 2014, che annunciò sporadiche apparizioni dal vivo e incluse in formazione membri esterni, oltre al batterista Michiel van der Plicht.

## Formazione

### Formazione attuale
- Henri Sattler - voce, chitarra (1991-1993, 1996-2012, 2014-presente)
- Michiel van der Plicht - batteria (2009-2012, 2014-presente)

### Ex componenti
- Remco Hulst – basso (1991-1992)

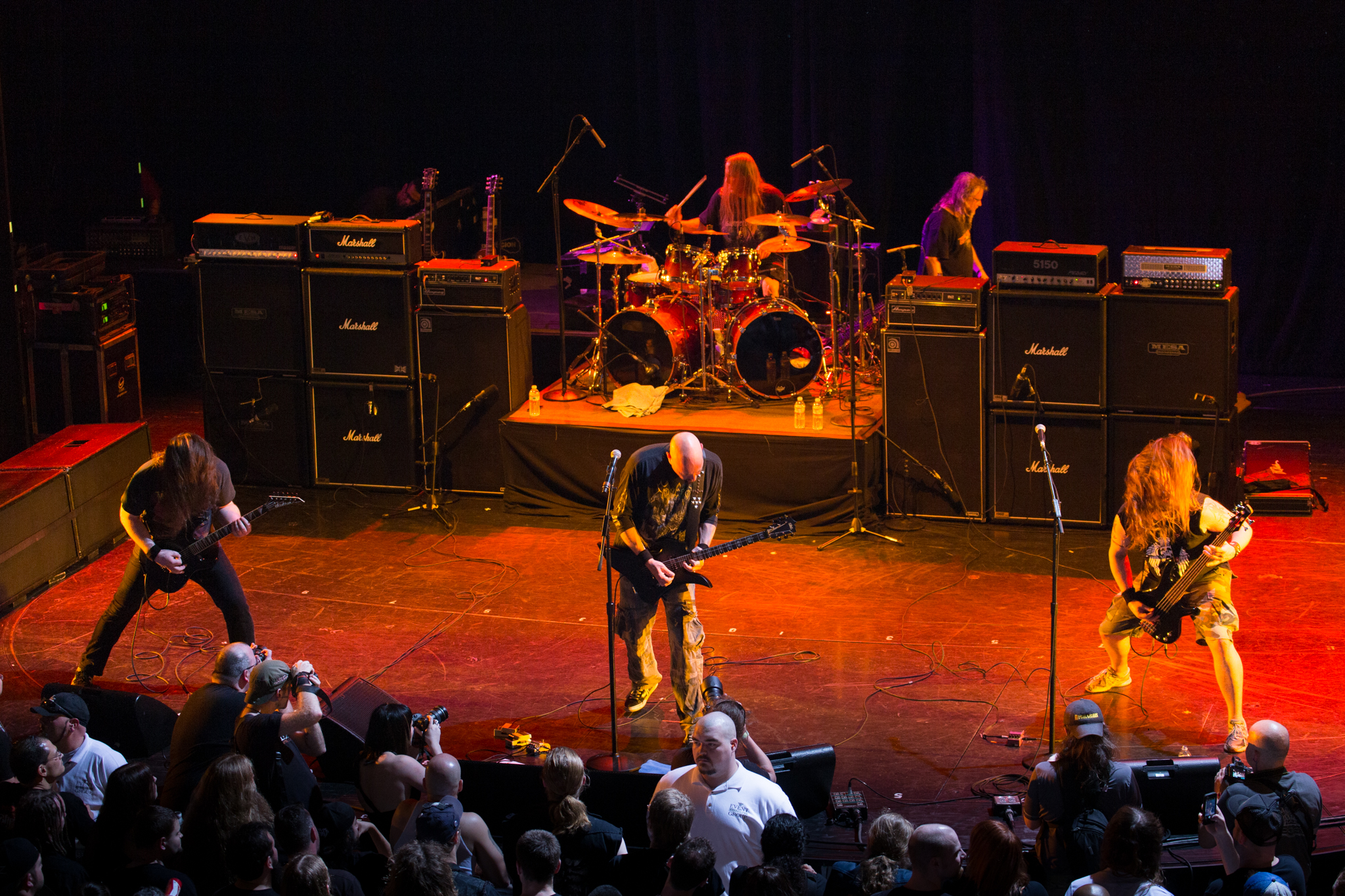
I God Dethroned al 70000 Tons of Metal 2015

- Ard De Weerd – batteria (1991-1992)
- Hans Leegstra – chitarra (1991)
- Marco Arends – basso (1992)
- Marcel Beukeveld – basso (1992-1993)
- Oscar Carre – chitarra (1992)
- Roel "Rule" Sanders – batteria (1996-2000, 2008-2009)
- Jens van der Valk – chitarra (1996-2004)
- "Beef" – basso, voce addizionale (1997-2004)
- Ariën van Weesenbeek – batteria (2001-2008)
- Henk Zinger – basso (2004-2012)
- Isaac Delahaye – chitarra (2004-2008)
- Susan Gerl – chitarra (2009-2010)
- Danny Tunker – chitarra (2010-2012)

### Turnisti
- Jeroen Pomper – basso (2014-presente)
- Mike Ferguson – chitarra (2015-presente)

### Ex turnisti
- Tony Laureano – batteria (1999-2001)
- Janne Saarenpää – batteria (2011-presente)
- Ian Jekelis – chitarra (2010, 2015)

## Discografia

### Album in studio
- 1992 - The Christhunt
- 1997 - The Grand Grimoire
- 1999 - Bloody Blasphemy
- 2001 - Ravenous
- 2003 - Into the Lungs of Hell
- 2004 - The Lair of the White Worm
- 2006 - The Toxic Touch
- 2009 - Passiondale
- 2010 - Under the Sign of the Iron Cross
- 2017 - The World Ablaze
- 2020 - Illuminati

### Compilation
- 2000 - The Ancient Ones

### Demo
- 1991 - Christhunt